# Héliopolis (ort i Algeriet)
Héliopolis är en ort i Algeriet.   Den ligger i provinsen Guelma, i den norra delen av landet, 400 km öster om huvudstaden Alger. Héliopolis ligger 268 meter över havet och antalet invånare är 40 139.
Terrängen runt Héliopolis är huvudsakligen kuperad, men åt sydost är den platt. Runt Héliopolis är det ganska tätbefolkat, med 129 invånare per kvadratkilometer. Närmaste större samhälle är Guelma, 4,8 km söder om Héliopolis. Runt Héliopolis är det i huvudsak tätbebyggt.